# Équipe de république d'Irlande de football en 2010
 (mars 2022).
Si vous disposez d'ouvrages ou d'articles de référence ou si vous connaissez des sites web de qualité traitant du thème abordé ici, merci de compléter l'article en donnant les références utiles à sa vérifiabilité et en les liant à la section « Notes et références ».
L'année footballistique 2010 est placée sous le signe de la Coupe du monde et l'équipe d'Irlande n'y participe pas à la suite de sa non-qualification en perdant contre la France lors des matchs de barrage. 
C'est lors du match retour qu'a lieu l'affaire de la « main de Thierry Henry »,. Cette année civile est donc composée de rencontres amicales couplées à 4 matchs comptant pour la phase qualificative à l'Euro 2012. L'Irlande est placée dans le groupe B en compagnie notamment de la Russie.

## Résumé de la saison
L'équipe d'Irlande dispute une série de matchs amicaux entre mars et août 2010 puis elle participe aux éliminatoires du championnat d'Europe durant septembre et octobre. 

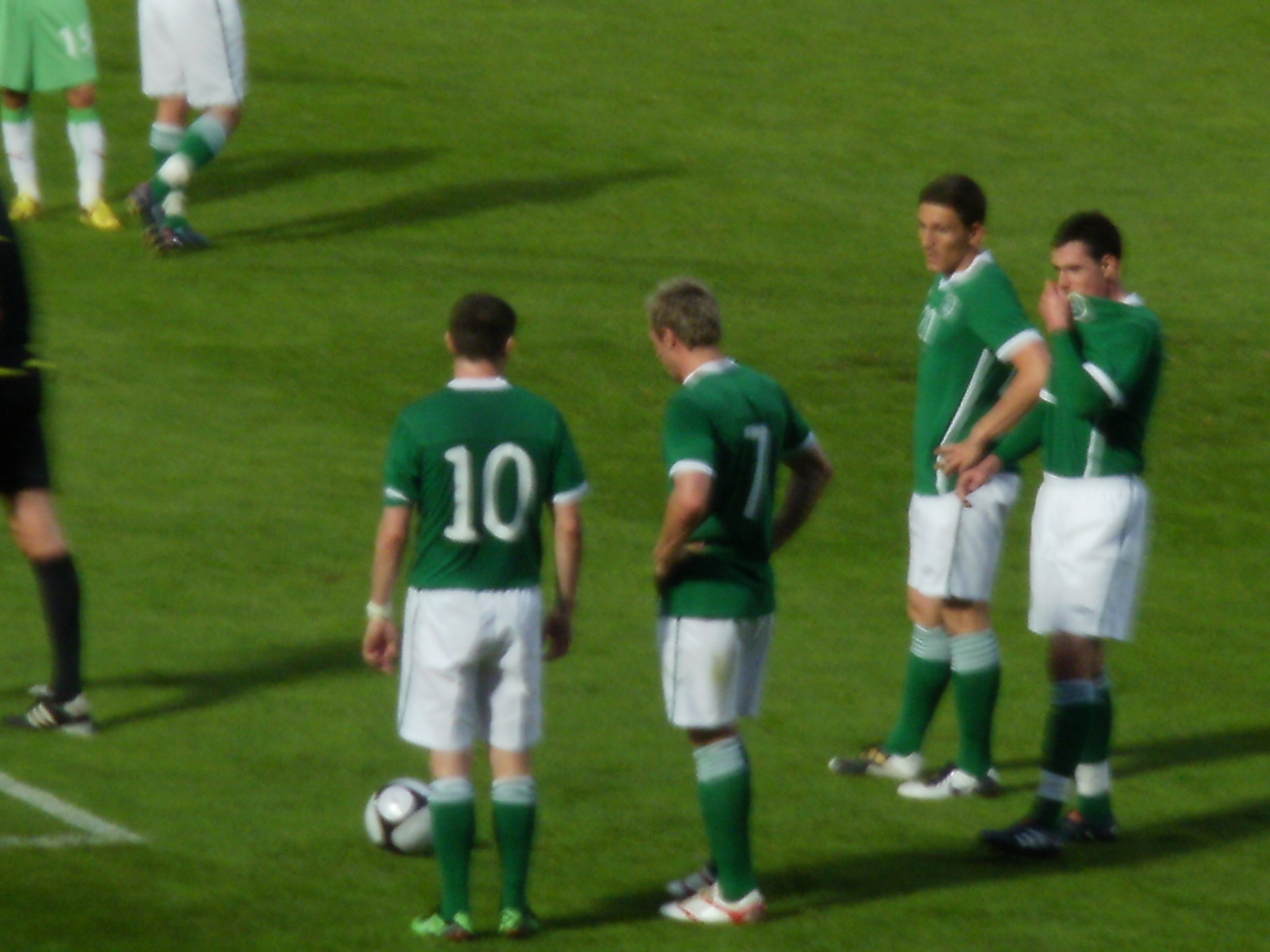
Joueurs irlandais durant Irlande - Algérie.

La première de ces rencontres amicales se tient le 2 mars 2010 à Londres contre le Brésil dans ce qui se révèle être le premier match des Irlandais depuis leur élimination controversée. Le sélectionneur Giovanni Trapattoni profite de cette occasion pour appeler 3 nouveaux joueurs : James McCarthy (18 ans), Greg Cunningham (19 ans) et Marc Wilson (22 ans) étrennent donc leur 1re sélection nationale. L'Irlande produit un jeu convenable durant le premier quart d'heure puis ne parvient jamais à rivaliser avec son adversaire et ceci se traduit par la victoire 2-0 des Brésiliens. Ce match est également l'occasion pour le gardien Shay Given d'améliorer le record de sélection avec une 103e cape et ainsi de dépasser le détenteur Steve Staunton qui en cumule 102 au terme de sa carrière en équipe nationale en 2002. Les 25 et 28 mai, les Irlandais affrontent le Paraguay puis l'Algérie dans le cadre des matchs de préparation au Mondial 2010 de ces derniers. Les deux rencontres sont remportées, la première sur un score de 2-1 et la suivante sur un score de 3-0. Contre les Sud-Américains, l'Irlande compense une faible possession de balle par une efficacité redoutable qui leur permet de mener 2-0 dès la 39e minute. Contre les Africains, la victoire s'est dessinée de manière plus évidente et ce match a surtout montré les carences autant défensives qu'offensives des Algériens,.
Giovanni Trapattoni est également au centre de l'attention durant l'été. Tout d'abord, la non-qualification d'équipes réputées majeures pour les compétitions internationales profite à divers clubs pour tenter de recruter le sélectionneur qui connaît un temps de latence à ce moment-ci. L'Italien n'y échappe pas et l'Inter de Milan et la Juventus le convoite.

« J'ai eu des demandes en provenance d'Italie, mais je suis satisfait de mon poste. Je pense que nous avons une bonne équipe, qui dispose d'une belle marge de progression. C'est pourquoi je veux rester. »

— Giovanni Trapattoni, juin 2010.

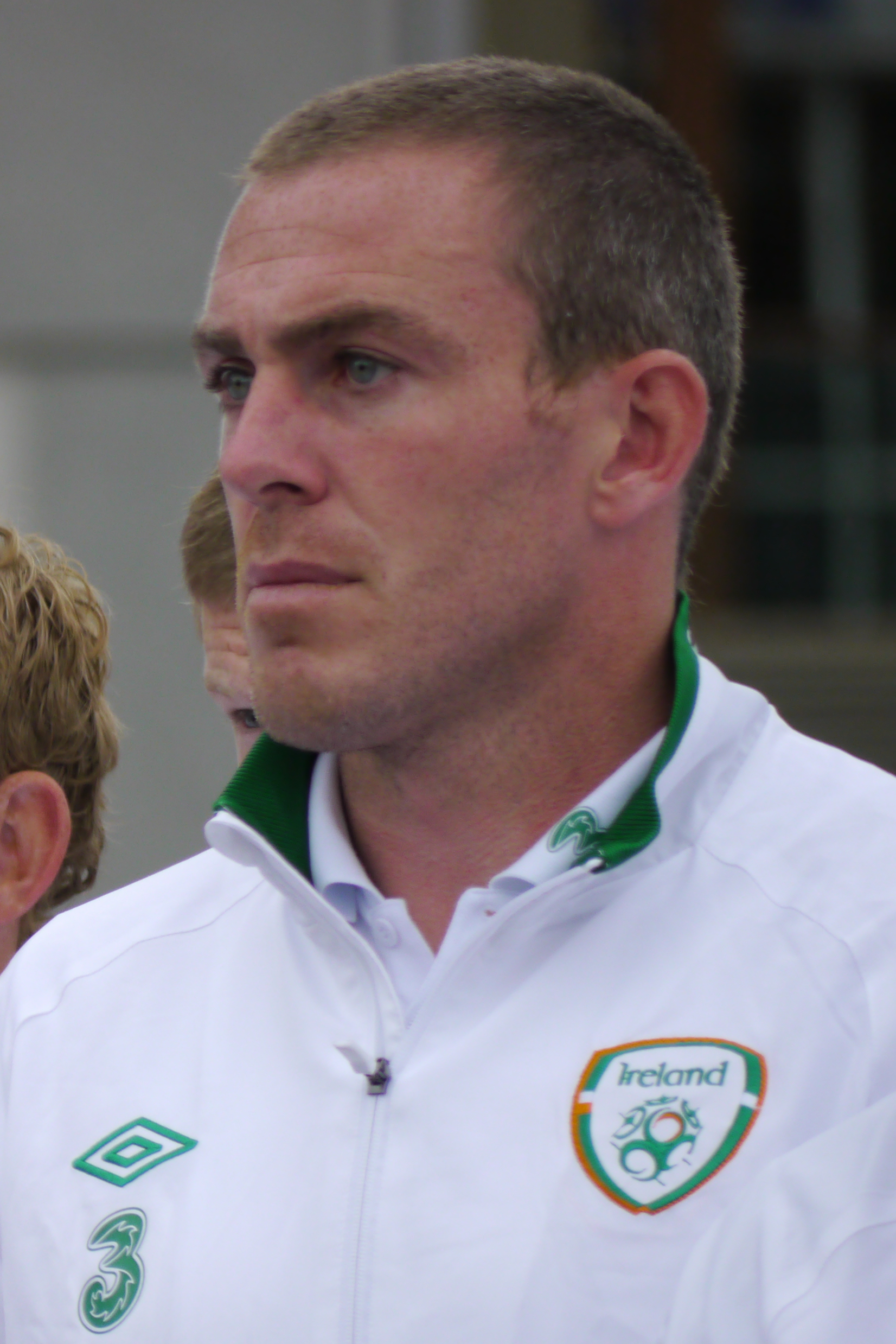
Richard Dunne.

Ensuite, il est hospitalisé puis opéré les 10 et 11 août pour cause de douleurs abdominales, opération réussie sans complication. Il n'est ainsi pas présent pour le match Irlande - Argentine et son adjoint Marco Tardelli le remplace dans cette rencontre qui voit les Argentins gagner par 0-1. Comme le dit l'expression, le match n'a d'amical que le nom et la partie se joue avec engagement. Les Argentins sont dirigés par Sergio Batista qui assure le poste par intérim à la suite du départ de Diego Maradona et l'équipe sud-américaine offre un visage rajeuni ainsi qu'un repositionnement plus axial du meneur de jeu Lionel Messi. Ángel Di María concrétise la domination argentine par une ouverture du score à la 20e minute de jeu. Les Irlandais se montrent beaucoup plus dangereux à partir du moment où Lionel Messi est remplacé et que l'Argentine décide de jouer plus défensivement. Pour autant, l'Irlande n'arrive pas égaliser.
Pour son premier match de poule qualificative à l'Euro 2012, les Irlandais doivent puiser dans leurs réserves pour battre l'équipe d'Arménie. Les joueurs battent également Andorre pour leur deuxième rencontre et se classent 1er de leur groupe à ce moment-ci. Pour le 3e match, l'adversaire est la Russie et l'attaquant Damien Duff déclare forfait à la suite d'une blessure au mollet. Avant-match, Giovanni Trapatonni place cette opposition comme un « match à 6 points » et il « fonde de grands espoirs [de gagner et ainsi de creuser l'avance sur son adversaire] ». Le résultat n'est pas favorable puisque l'équipe perd à domicile 2-3 et au soir de cette 3e journée, la Russie dépasse les Irlandais en tête du classement. Les deux nations sont à égalité de point avec 6 chacun donc les résultats en confrontations directes deviennent le critère de départage et les Russes bénéficient ainsi de leur victoire. Quatre jours plus tard, les "Verts" concèdent un second match sans victoire en faisant match nul 1-1 en Slovaquie. Ils restent 2e de leur poule avec 7 points en 4 rencontres soit le même bilan que l'Arménie et la Slovaquie. Ayant battu les Arméniens, ils sont classés devant eux au nom des confrontations directes et ayant fait match nul contre les Slovaques, soit une égalité parfaite en points et en opposition directe, la différence de but générale les départage (+2 pour l'Irlande et 0 pour la Slovaquie).
L'année civile s'achève par une opposition amicale contre la Norvège à l'Aviva Stadium de Dublin. L'infirmerie irlandaise est garnie car de nombreux joueurs sont blessés et ne peuvent être sélectionnés : Richard Dunne, Ciaran Clark, Kevin Kilbane, Robbie Keane, Caleb Folan et Paul McShane. Shane Long ouvre le score sur penalty dès la 5e minute puis les Norvégiens inversent le scénario du match et ils s'imposent 1-2. 

## Matchs disputés
| No | Date             | Ville, stade               | Adversaire | Score | Comp. | Buteur(s) pour l'Irlande          | Buteur(s) pour l'adversaire              | Réf    |
| -- | ---------------- | -------------------------- | ---------- | ----- | ----- | --------------------------------- | ---------------------------------------- | ------ |
| 1  | 2 mars 2010      | Londres, Emirates Stadium  | Brésil     | 2-0   | A     | -                                 | Andrews 44e (csc), Robinho 76e           | [ 19 ] |
| 2  | 25 mai 2010      | Dublin, RDS Arena          | Paraguay   | 2-1   | A     | Doyle 7e, Lawrence 39e            | Barrios                                  | [ 20 ] |
| 3  | 28 mai 2010      | Dublin, Croke Park         | Algérie    | 3-0   | A     | Green 31e, Keane 52e 85e (pen.)   | -                                        | [ 21 ] |
| 4  | 11 août 2010     | Dublin, Aviva Stadium      | Argentine  | 0-1   | A     | -                                 | Di María 20e                             | [ 22 ] |
| 5  | 3 septembre 2010 | Erevan, Stade Hanrapetakan | Arménie    | 0-1   | QCE   | Fahey 76e                         | -                                        | [ 23 ] |
| 6  | 7 septembre 2010 | Dublin, Aviva Stadium      | Andorre    | 3-1   | QCE   | Kilbane 15e, Doyle 41e, Keane 54e | Martínez 45e                             | [ 24 ] |
| 7  | 8 octobre 2010   | Dublin, Aviva Stadium      | Russie     | 2-3   | QCE   | Keane 72e, Long 78e               | Kerzhakov 11e, Dzagoev 29e, Shirokov 50e | [ 25 ] |
| 8  | 12 octobre 2010  | Žilina, Stade Pod Dubňom   | Slovaquie  | 1-1   | QCE   | St Ledger 16e                     | Durica 36e                               | [ 26 ] |
| 9  | 17 novembre 2010 | Dublin, Aviva Stadium      | Norvège    | 1-2   | A     | Long 5e (pen.)                    | Pedersen 33e, Huseklepp 86e              | [ 27 ] |

## Évolution des classements

### Coefficient FIFA
L'année 2010 voit une amélioration anecdotique de la république d'Irlande au classement FIFA puisqu'elle commence l'année à la 37e place mondiale puis elle se classe au 36e rang en décembre. Le premier trimestre est ponctué par la défaite contre le Brésil et la nation descend jusqu'à la 44e place puis son bilan de quatre victoires pour une seule défaite entre mai et septembre permet aux Irlandais de connaître une évolution positive constante et de se placer à la 32e place en octobre et novembre. L'équipe clos ensuite son année par une série de trois matchs sans victoire et cela a pour conséquence de perdre quatre rangs en un mois et d'être 36e à la fin de l'année.
| 2010 | janv. | fév. | mars | avril | mai | juin | juil. | août | sept. | oct. | nov. | déc. |
| ---- | ----- | ---- | ---- | ----- | --- | ---- | ----- | ---- | ----- | ---- | ---- | ---- |
| Rang | 37    | 39   | 44   | 43    | 41  | 41   | 36    | 36   | 33    | 32   | 32   | 36   |